# 新潟県道192号久田小島谷線
新潟県道192号久田小島谷線（にいがたけんどう192ごう くったおじまやせん）は、新潟県三島郡出雲崎町から同県長岡市に至る一般県道である。出雲崎町域を通過するのは起点から約 150m のみで、残りは長岡市域を通過する。

## 概要

### 路線データ
- 起点：新潟県三島郡出雲崎町大字久田字浜平（国道402号交点）
- 終点：新潟県長岡市小島谷字中ノ西（新潟県道69号長岡和島線・新潟県道169号寺泊与板線・新潟県道193号出雲崎柿の木小島谷線交点）

## 通過する自治体
- 新潟県
  - 出雲崎町 - 長岡市

## 接続する道路
- 国道402号（北陸道）（起点：出雲崎町大字久田字浜平）
- 国道116号・新潟県道574号寺泊西山線（落水交差点）
- 新潟県道193号出雲崎柿の木小島谷線（長岡市和島中沢 - 長岡市小島谷字中ノ西（終点）で重複）
- 新潟県道69号長岡和島線・新潟県道169号寺泊与板線（終点：長岡市小島谷字中ノ西）

## 周辺
- JR越後線
  - 妙法寺駅 - 小島谷駅
- 越後島田郵便局
- 杉山工業
- 日蓮宗本山村田妙法寺
- 和島オートキャンプ場